# S. J. Watson
Steve J. Watson (Stourbridge, 1971) è uno scrittore inglese.
Watson è uno scrittore inglese. Ha debuttato nel 2011 con il romanzo Non ti addormentare. I diritti di pubblicazione del libro sono stati venduti in 42 paesi  ed il libro è diventato un bestseller internazionale.
Dopo la laurea in fisica all'Università di Birmingham si è successivamente trasferito a Londra, dove ha lavorato in diversi ospedali e si è specializzato come audiologo nella diagnosi ed il trattamento dei bambini con l'udito compromesso. Passava le serate ed i fine settimana a scrivere.

## Carriera da scrittore
Nel 2009 Watson è stato accettato al primo corso Writing a Novel alla Faber Academy. Il risultato è stato il suo debutto con Non ti addormentare. Fu presentato all'agente letterario Clare Conville nell'ultima sera del corso e lei accettò di rappresentarlo.
Il libro è stato pubblicato nel 2011. Nello stesso anno è stato annunciato che il libro sarebbe stato adattato per il grande schermo da Ridley Scott, con il previsto impiego di Rowan Joffe per la scrittura e direzione.
Il secondo romanzo di Watson, Io non ti conosco (Second Life), è stato pubblicato nel febbraio del 2015, con altri due libri previsti per il 2017 e 2019.

## Interesse dei media
L'interessa dei media per Before I Go to Sleep è stato considerevole e lo stesso Watson è stato oggetto di un profilo sul the Sunday Times prima della sua pubblicazione nel Regno Unito  e sul The Wall Street Journal prima della sua pubblicazione negli Stati Uniti. Watson è stato profilato da Bookseller+Publisher ed è anche stato intervistato da Kirsty Lang nella sua trasmissione Front Row su BBC Radio 4's. È stato anche intervistato da Simon Mayo quando scelse  Before I Go to Sleep come libro del mese.

## Pubblicazioni
- S.J. Watson, Non ti addormentare, Piemme, 2016, ISBN 978-8856617986.
- S.J. Watson, Io non ti conosco, Piemme, 2015, ISBN 978-8868368425.
- S.J. Watson, L'ultima scena, Piemme, 2021, ISBN 978-8856679243.